# هانتر کریک رنچ (آریزونا)
هانتر کریک رنچ (به انگلیسی: Hunter Creek Ranch) یک منطقهٔ مسکونی در ایالات متحده آمریکا است که در آریزونا واقع شده‌است. هانتر کریک رنچ ۱٬۷۸۶ متر بالاتر از سطح دریا واقع شده‌است.